# Чикоасен
Чикоасе́н (исп. Chicoasén) — посёлок в Мексике, штат Чьяпас, входит в состав одноимённого муниципалитета и является его административным центром. Численность населения, по данным переписи 2020 года, составила 3947 человек.

## Общие сведения
Поселение было основано в доиспанский период и называлась Chicoasentepek, что с языка науатль можно перевести как шесть холмов, где Chicoasén — это шесть, а Tepek — это холм, место.
Во второй половине XVIII века была построена церковь для евангелизации местного поселения.
В 1970 году началось строительство одноимённого водохранилища, что привело к росту посёлка, строительству школы и прокладыванию новой дороги до Тустла-Гутьерреса.

## Демография
| Год  | Численность | Численность |
| ---- | ----------- | ----------- |
| 1990 | 2550        | [ 5 ]       |
| 2000 | 2787        | [ 5 ]       |
| 2005 | 3346        | [ 6 ]       |
| 2010 | 3343        | [ 7 ]       |
| 2020 | 3947        | [ 8 ]       |